# アール・エレソン・マッコイ
アール・エレソン・マッコイ（Earl Elleson McCoy 、1884年12月6日 - 1934年7月13日）は、アメリカ合衆国の作曲家、指揮者。オーボエ、トロンボーン、ヴァイオリン、ピアノの演奏者。

## 生涯
アメリカ合衆国インディアナ州の州都インディアナポリスにおいて、父ウィリアム・A・マッコイ(1844-1905)、母エリザベス・マクレイン・マッコイ(1851-1922)の息子として生まれる。
テキサス州ダラスで育ち、幼いころから音楽に親しんだ。1905年にイリノイ大学に入学した。その後イリノイ州都シカゴのシカゴ音楽院で学んだ。
ニューヨーク市、ロチェスター、シカゴ、ダラスの様々な劇場でのオーケストラやブラスバンドで指揮者として活躍した。
1909年頃、イリノイ州ダンヴィルにおいてMaye Bess Blaisdell (1882-1961)と結婚した。
1920年、「Majestic Circuit Roman Novarro」と10年間の指揮者契約を結んだ。
1930年にはテキサス州エルパソに転居し、「College of Mines and Metallurgy Band」の指揮者になった。
この間、ダラス交響楽団の設立にかかわったほか、エルパソ交響楽団の共同発起人を務めた。
独学で作曲を習得し、所属している楽団のために多くの作曲を行った。
1934年、エルパソで死去した。満49歳没。

## 作曲作品
- ライツアウトマーチ（Lights Out March）（1905年）※1959年から1985年10月まで使用されたフジテレビ・スポーツテーマ
- Sons of Uncle Sam（1918年）
- Apaguen las luces